# Rodanthe (Carolina del Norte)
Rodanthe es un lugar designado por el censo ubicado en el condado de Dare en el estado estadounidense de Carolina del Norte. La localidad en el año 2010, tenía una población de 261 habitantes.

## Geografía
Rodanthe se encuentra ubicado en las coordenadas 35°35′24.71″N 75°27′59.68″O / 35.5901972, -75.4665778.